# Sophie de Ségur

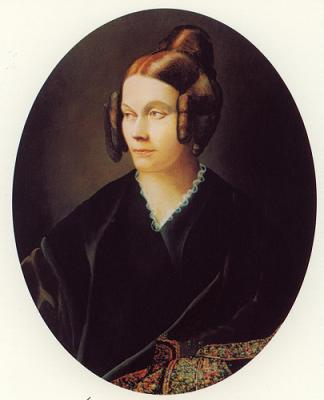
Sophie de Ségur

Die Comtesse Sophie de Ségur (Sophie Gräfin von Ségur) (* 1. August 1799 in St. Petersburg; † 9. Februar 1874 in Paris), geboren als Sofia Fjodorowna Rostoptschina (russisch Софья Фёдоровна Ростопчина Sofja Fjodorowna Rostoptschina, wissenschaftliche Transliteration Sof'ja Fëdorovna Rostopčina), war eine französische Schriftstellerin und Tochter des russischen Generals und Ministers Graf Fjodor Wassiljewitsch Rostoptschin. Die Comtesse de Ségur gilt in Frankreich als die wichtigste Kinderbuchautorin des 19. Jahrhunderts.

## Leben

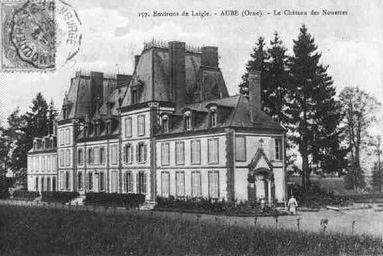
Schloss Nouettes

Sophie de Ségur zog 1817 mit ihrer Familie von Russland nach Frankreich. Mit der Mutter wurde sie katholisch, während der Vater russisch orthodox blieb.
1819 heiratete sie den Comte Eugène de Ségur. 1821 schenkte ihr Vater, Graf Rostoptschin, ihr das Geld, um das Schloss Nouettes in Aube (Basse-Normandie) zu kaufen, wo Sophie de Ségur mit ihren Kindern lebte. 1856 begann sie, Romane zu veröffentlichen. 1872 verkaufte sie Nouettes und zog nach Paris.
Als ihre erfolgreichsten Bücher gelten die Mémoires d’un âne („Erinnerungen eines Esels“) und Les Malheurs de Sophie („Sophies Missgeschicke“). Bekannt sind auch ihre Nouveaux Contes de fées („Neue Feenmärchen“). Insbesondere für Erwachsene interessant sind seit dem 20. Jahrhundert ihre späteren Werke, besonders La Fortune de Gaspard und Jean qui grogne et Jean qui rit.

## Werke

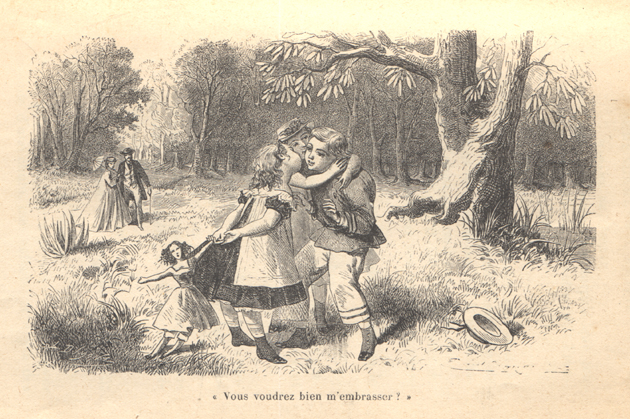
François le bossu: Wollen Sie mich küssen?

Ihr Werk besteht aus 25 Büchern, von denen 20 Kinderbücher von Louis Hachette veröffentlicht wurden. Dieser hatte gerade begonnen, Zeitungskioske und Buchläden in Bahnhöfen zu eröffnen und baute im Anschluss das Verlagsimperium Hachette auf.
- 1857: Nouveaux Contes de fées (enthält Histoire de Blondine, de Bonne-Biche et de Beau-Minon, Le bon petit Henri, La petite souris grise und Ourson)
- 1858: Les Malheurs de Sophie.
- 1858: Les Petites Filles modèles
- 1859: Les Vacances
- 1860: Mémoires d’un âne
- 1861: Pauvre Blaise
- 1862: La Sœur de Gribouille
- 1862: Les Bons Enfants
- 1863: Les Deux Nigauds
- 1863: L’Auberge de l’Ange gardien
- 1863: Le Général Dourakine
- 1864: François le bossu
- 1865: Un bon petit diable
- 1865: Jean qui grogne et Jean qui rit
- 1866: La Fortune de Gaspard
- 1866: Comédies et proverbes (enthält Les Caprices de Gizelle, Le Dîner de Mademoiselle Justine, On ne prend pas les mouches avec du vinaigre, Le Forçat, ou à tout péché miséricorde und Le Petit De Crac)
- 1867: Quel amour d’enfant !
- 1867: Le Mauvais Génie
- 1868: Le Chemineau später umbenannt in Diloy le chemineau
- 1871: Après la pluie, le beau temps[7]

## Werke in deutscher Übersetzung
- Sophiens Leiden. Kleine moralische Erzählungen für Kinder und deren Mütter. Nach dem Französischen der Gräfin von Ségur, geb. Rostopchine. Bearbeitet von Franz Hoffmann. Stuttgart: Schmidt & Spring 18802.[8]
- Neue Feenmärchen (Nouveaux Contes de fées), Leipzig: Avox Verlag 2013, ISBN 978-3-936979-07-7 (mit 21 Illustrationen von Virginia Frances Sterrett). Übersetzt und bearbeitet von Ulrich Taschow. Enthält Blondine und der verzauberte Fliederwald, Der kleine Henri und die Pflanze des Lebens, Prinzessin Rosette und Prinz Charmant, Die böse kleine Maus, Ourson das Bärenkind.
- Neue Feenmärchen (E-Book), Leipzig: Avox Verlag 2013, ISBN 978-3-936979-08-4.
- Abenteuer des Esels Cadichon (Mémoires d’un âne), Leipzig: Avox Verlag 2013, ISBN 978-3-936979-11-4 (mit 52 Illustrationen von Horace Castelli). Übersetzt und frei bearbeitet von Ulrich Taschow.
- Sophie und andere Katastrophen. Tragikomische Geschichten für aufgeweckte Kinder und Eltern (Les Malheurs de Sophie par la Comtesse de Sophie Ségur, Paris 1858), Leipzig: Avox Verlag 2013, ISBN 978-3-936979-13-8 (mit 52 Illustrationen von Horace Castelli). Übersetzt und frei bearbeitet von Ulrich Taschow.
- Die Hühnchen/Les poulets. Zweisprachige Ausgabe: Deutsch/Französisch. Aus dem Französischen übersetzt von Elena Moreno Sobrino. (Aus dem Roman Pauvre Blaise), Saarbrücken: Calambac Verlag 2013, ISBN 978-3-943117-72-1.
- Die Rache eines Elefanten/Vengeance d’un éléphant. Zweisprachige Ausgabe: Deutsch/Französisch. Aus dem Französischen übersetzt von Elena Moreno Sobrino. (Aus dem Roman Pauvre Blaise), Saarbrücken: Calambac Verlag 2013, ISBN 978-3-943117-75-2.
- Das Rotkehlchen/Le rouge-gorge. Zweisprachige Ausgabe: Deutsch/Französisch. Aus dem Französischen übersetzt von Elena Moreno Sobrino. (Aus dem Roman Les petites filles modèles), Saarbrücken, Calambac Verlag 2013, ISBN 978-3-943117-74-5.
- Der tollwütige Hund/Le chien enragé. Zweisprachige Ausgabe: Deutsch/Französisch. Aus dem Französischen übersetzt von Elena Moreno Sobrino. (Aus dem Roman Les petites filles modèles), Saarbrücken, Calambac Verlag 2013, ISBN 978-3-943117-73-8.

## Werkausgabe
- Œuvre Romanesque de la Comtesse de Ségur, née Rostopchine, complet en 20 volumes. Avec illustrations. Genève, Édito Service - Jean-Jacques Pauvert, 1964–1972. Reproduction de l’édition de la Bibliothèque rose illustrée du XIXe siècle.

Inhalt:
- L’Auberge de l’ange gardien,
- La fortune de Gaspard,
- Après la pluie le beau temps,
- Diloy le chemineau,
- Comédies et proverbes,
- Le général Dourakine,
- Les bons enfants,
- Quel amour d’enfant,
- Les deux nigauds,
- Les malheurs de Sophie,
- Nouveaux contes de fées,
- Un bon petit diable,
- Les petites filles modèles,
- François le Bossu,
- La soeur de Gribouille,
- Mémoires d’un âne,
- Jean qui grogne et Jean qui rit,
- Pauvre Blaise,
- Les vacances,
- Le Mauvais génie.